# Laura Jansen (Triathletin)
Laura Jansen (* 1994) ist eine deutsche Triathletin. Sie ist Deutsche Meisterin auf der Triathlon-Mitteldistanz (2021) und wird in der Bestenliste deutscher Triathletinnen auf der Ironman-Distanz geführt.

## Werdegang
Laura Jansen ist seit 2016 im Triathlon aktiv und sie startet seit 2019 für den TV Bad Orb in der Triathlon Bundesliga.
Im September 2020 konnte sie die Mitteldistanz beim Austria Triathlon für sich entscheiden. Seit 2021 startet sie als Profi-Athletin.
Ihr Debüt als Profi-Athletin gab sie im Mai 2021 in Österreich bei der Challenge St. Pölten, wo sie auf der Mitteldistanz den fünften Range belegte.
Im September desselben Jahres wurde sie bei den Deutschen Meisterschaften, die im Rahmen des Triathlon Heilbronn ausgetragen wurden, Deutsche Meisterin auf der Mitteldistanz.
Im Juli 2023 konnte sich Jansen bei ihrem Langdistanzdebüt beim Ironman Frankfurt als beste Deutsche mit Rang vier für den Ironman Hawaii qualifizieren.
Bei ihrem ersten Start auf Hawaii belegte sie im Oktober 2023 den 19. Rang.
Im Mai 2024 belegte Jansen auf der Mitteldistanz den dritten Rang im Ironman 70.3 Kraichgau und im Juni belegte sie mit persönlicher Bestzeit auf der Ironman-Distanz den siebten Rang bei den Ironman European Championships in Frankfurt.
2025 gewann sie im Mai in Österreich auf der Mitteldistanz die Challenge Walchsee-Kaiserwinkl.
Jansen hat Medizin studiert und arbeitet als Ärztin in der Sportmedizin.

## Sportliche Erfolge
| Datum/Jahr    | Platz | Wettbewerb                                           | Austragungsort  | Zeit     | Bemerkung                                                                        |
| ------------- | ----- | ---------------------------------------------------- | --------------- | -------- | -------------------------------------------------------------------------------- |
| 25. Mai 2025  | 1     | Challenge Walchsee-Kaiserwinkl                       | Walchsee        | 04:15:15 |                                                                                  |
| 25. Mai 2025  | 3     | Ironman 70.3 Kraichgau                               | Kraichgau       | 04:21:41 |                                                                                  |
| 26. Mai 2024  | 3     | Ironman 70.3 Kraichgau                               | Kraichgau       | 04:23:44 |                                                                                  |
| 11. Juni 2023 | 4     | Ironman 70.3 Switzerland                             | Rapperswil-Jona | 04:18:29 |                                                                                  |
| 21. Mai 2023  | 7     | Ironman 70.3 Kraichgau                               | Kraichgau       | 04:24:30 |                                                                                  |
| 2. Apr. 2023  | 1     | Triathlon de Portocolom                              | Portocolom      | 04:08:03 | [ 6 ]                                                                            |
| 18. Sep. 2022 | 4     | Ironman 70.3 Dresden                                 | Dresden         | 04:24:01 |                                                                                  |
| 2022          | 1     | HeidelbergMan                                        | Heidelberg      | 02:17:24 | [ 7 ]                                                                            |
| 19. Sep. 2021 | 1     | DTU Deutsche Meisterschaft Triathlon Mitteldistanz   | Heilbronn       | 04:21:45 | DM Mitteldistanz im Rahmen des Triathlon Heilbronn                               |
| 12. Sep. 2021 | 5     | Ironman 70.3 Nizza                                   | Nizza           | 04:45:53 |                                                                                  |
| 29. Aug. 2021 | DNF   | Challenge Samorin                                    | Šamorin         | –        |                                                                                  |
| 25. Juli 2021 | 2     | HeidelbergMan                                        | Heidelberg      |          | hinter Laura Philipp                                                             |
| 27. Juni 2021 | 8     | ETU Middle Distance Triathlon European Championships | Walchsee        | 04:15:15 | Europameisterschaften Mitteldistanz im Rahmen der Challenge Walchsee-Kaiserwinkl |
| 30. Mai 2021  | 5     | Challenge St. Pölten                                 | St. Pölten      | 04:31:03 |                                                                                  |
| 5. Sep. 2020  | 1     | Austria Triathlon                                    | Podersdorf      | 04:11:45 | Siegerin auf der Mitteldistanz                                                   |

| Datum/Jahr    | Platz | Wettbewerb           | Austragungsort    | Zeit     | Bemerkung                                                                   |
| ------------- | ----- | -------------------- | ----------------- | -------- | --------------------------------------------------------------------------- |
| 20. Juli 2025 | 7     | Ironman USA          | Lake Placid       | 09:06:53 |                                                                             |
| 30. März 2025 | 4     | Ironman South Africa | Port Elizabeth    | 09:14:17 |                                                                             |
| 2. Juni 2024  | 7     | Ironman Hamburg      | Hamburg           | 08:35:33 | Ironman European Championship; persönliche Bestzeit auf der Ironman-Distanz |
| 14. Okt. 2023 | 19    | Ironman Hawaii       | Hawaii            | 09:03:14 |                                                                             |
| 2. Juli 2023  | 4     | Ironman Germany      | Frankfurt am Main | 09:08:11 |                                                                             |